# Wallaba metallica
Wallaba metallica là một loài nhện trong họ Salticidae.
Loài này thuộc chi Wallaba. Wallaba metallica được Cândido Firmino de Mello-Leitão miêu tả năm 1940.